# ケイポート
株式会社ケイポートは、東京都内で事業展開している日本の調剤薬局・ドラッグストアチェーン企業。俳優の渡辺謙が宮城県気仙沼市で営業している同名の喫茶店『K-port』とは無関係。

## 概要
京浜急行電鉄沿線と山手線沿線に展開する。
調剤事業、一般医薬品販売と化粧品、日用品を販売する小規模店舗を主軸とする。
調剤併設店舗、調剤業務のみを行う処方箋薬局、調剤業務をせず薬剤師が従事する第1類医薬品以下の医薬品を取り扱う店舗、指定第2類医薬品を含む第2類医薬品以下の医薬品のみを取り扱う店舗がある(化粧品専門店は2024年2月現在、開設していない)。
調剤併設店においては一般医薬品販売事業部に薬剤師が従事していない時間帯においても調剤事業部が営業中であれば、第1類医薬品の購入ができる。
調剤併設店でなく、処方箋薬局でもない店舗の場合には薬剤師が従事していない時間帯においてはそれを販売することができない。
また、調剤業務を行う業態でしか取り扱うことの出来ない商品も、調剤業務を併設している調剤業務を専門にしていない店舗で取り扱うことが可能である（妊娠診断補助薬など）。
化粧品の取り扱いは都心部ほど専門性が高まる。
アルビオン、コーセーブランドであるコスメデコルテ、シェルクルールといった専門性の高いメーカーの商品を取り扱う店舗がある。
ほとんどの場合、取り扱い店舗には各メーカーの従業員が従事している。
一部の都心部の店舗では免税業務を行っている。
近年支払い方法の多様化が進み、対応できる支払い方法が増えている。
前身は湊薬品（みなとやくひん）を冠する化粧品販売店。
創業者である近藤宏司のアルファベット表記の頭文字「K」と旧社名である湊薬品の「湊」から英語の「PORT」を併せたものが現社名の由来である。
当社は前身である湊薬品の創業以来、何処の企業グループにも属していない独立系ドラッグストアチェーン企業であるが、2024年4月1日付でマツモトキヨシグループの完全子会社となり、マツモトキヨシグループの一員となった。
嘗ては異業種参入を試みたこともあり、新橋店（1999年ごろに閉店し、現存せず）にラーメン店を併設していたが、事業展開に見切りをつけて早々に撤退している。

## 沿革
- 1985年09月 - 有限会社ミナト薬品（湊薬品）設立
- 1992年02月 - 大田区東六郷に水門通り店オープン
- 1994年02月 - 渋谷区恵比寿に恵比寿東口店オープン
- 1994年05月 - 大田区蒲田に蒲田店オープン
- 1994年05月 - 大田区蒲田に本部設立
- 1995年09月 - 株式会社ケイポートドラッグマートに組織変更
- 1995年09月 - 渋谷区恵比寿にエクセレント店オープン
- 1996年06月 - 目黒区目黒に目黒店オープン
- 1997年09月 - 品川区東五反田に東五反田駅前店オープン
- 2002年08月 - 大田区大森中に梅屋敷店オープン
- 2004年06月 - 神奈川県川崎市川崎区昭和に東門前店オープン
- 2004年09月 - 大田区多摩川に矢口店オープン
- 2005年04月 - 品川区東五反田に五反田八ッ山通り店オープン
- 2006年05月 - 品川区南品川に青物横丁店(調剤併設)オープン
- 2006年11月 - 品川区西五反田に本部移設
- 2007年04月 - エクセレント店リニューアルオープンし調剤併設
- 2007年06月 - 大田区雪谷に雪谷大塚店オープン
- 2007年07月 - 江東区有明にTOC有明店(調剤併設)オープン
- 2007年09月 - 目黒店リニューアルオープンし調剤併設
- 2008年06月 - 品川区西五反田にTOC五反田店オープン
- 2009年10月 - 品川区南品川に南品川三丁目店オープン
- 2010年08月 - 品川区東五反田に東五反田店(調剤併設)オープン
- 2018年04月 - 株式会社ケイポートに社名変更
- 2024年04月 - マツモトキヨシグループの完全子会社化

## 店舗
- ホテルエクセレント店
- 恵比寿東口店
- 下目黒店
- 青物横丁店
- BEAUTÉ STUDIO K-PORT - 化粧品専門店
- ケイポート薬局 東五反田店 - 調剤専業薬局
- ケイポート薬局 南品川店 - 調剤専業薬局　※旧・南品川三丁目店跡地[6]

## 閉店した店舗
- 雑色店 - 2002年初期頃閉店
- 水門通り店 - 2024年6月20日閉店
- 新橋店 - 1999年頃閉店
- 蒲田店
- 目黒店 - 2024年6月20日閉店
- 東五反田駅前店 - 2024年6月19日閉店
- 宇田川店
- 梅屋敷店 - 2024年6月25日閉店
- 東門前店
- 矢口店
- 五反田八ッ山通り店
- TOC有明店
- TOC五反田店
- 南品川三丁目店（ただし、閉店後に同じテナントに調剤薬局を開設[6]）
- 東五反田店（ドラッグストア部門のみ閉店し、調剤薬局専業に移行する形で存続[7]）

・雪谷大塚店